# ポベーダ
ポベーダ（ロシア語: Авиакомпания Победа、英語: Pobeda）は、ロシア連邦の航空会社である。
社名の「Победа」はロシア語で「勝利」を意味する。原語読みでは「ポベーダ」ではなく「パベーダ」。

## 歴史
2013年8月にアエロフロートがLCCを設立することを発表し、当初のブランド名は「ドブリョート」であった。その後、2014年6月10日にモスクワ・シェレメーチエヴォ国際空港からクリミア半島のシンフェロポリに就航した。
初便就航からわずか1ヶ月後の7月30日にシンフェロポリへの就航を理由に欧州連合から制裁を課され8月3日にはすべてのフライトを停止することを余儀なくされた。それを受けて親会社であるアエロフロートは、ドブリョートに対する制裁が解除される可能性を待って、当初はドブリョートとして運航を継続する計画であった。 しかし、制裁解除の目処が立たないため同年10月末に「ポベーダ」へとブランドを変更した。
11月11日の最初の12時間で7,000枚以上が販売され、1週間の運用で20,000枚以上が販売された。
翌月12月1日、この航空会社はモスクワのヴヌーコヴォ空港からヴォルゴグラードへの最初のフライトを運航した。
2015年11月12日より、同社では初となる国際線としてブラチスラバ行きの航空券の販売を開始し、12月19日に就航した。

## 就航都市
| ポベーダ 就航都市（2022年7月現在） | ポベーダ 就航都市（2022年7月現在） | ポベーダ 就航都市（2022年7月現在）           | ポベーダ 就航都市（2022年7月現在） | ポベーダ 就航都市（2022年7月現在） |
| ---------------------------------- | ---------------------------------- | -------------------------------------------- | ---------------------------------- | ---------------------------------- |
| 国                                 | 都市                               | 空港                                         | 備考                               |                                    |
| ロシア                             | モスクワ                           | ヴヌーコヴォ国際空港                         | ハブ空港                           |                                    |
| ロシア                             | サンクトペテルブルク               | プルコヴォ空港                               |                                    |                                    |
| ロシア                             | カザン                             | カザン国際空港                               |                                    |                                    |
| ロシア                             | ヴォルゴグラード                   | ヴォルゴグラード国際空港                     |                                    |                                    |
| ロシア                             | エカテリンブルク                   | コルツォヴォ国際空港                         |                                    |                                    |
| ロシア                             | アルハンゲリスク                   | アルハンゲリスク・タラギ空港                 |                                    |                                    |
| ロシア                             | ペルミ                             | ペルミ国際空港(ボリショエ・サヴィノ国際空港) |                                    |                                    |
| ロシア                             | サマラ                             | クルモチ国際空港                             |                                    |                                    |
| ロシア                             | シンフェロポリ                     | シンフェロポリ国際空港                       |                                    |                                    |
| ロシア                             | スルグト                           | スルグト国際空港                             |                                    |                                    |
| ロシア                             | チュメニ                           | ロスキーノ国際空港                           |                                    |                                    |